# Last.fm
Last.fm — сайт, посвящённый музыке. Основан в 2002 году в Великобритании. С помощью плагинов к медиаплеерам собирает информацию о музыке, которую слушают пользователи, и на основе полученных данных автоматически составляет индивидуальные и общие хит-парады (чарты). Содержит обширную базу данных об исполнителях музыки, альбомах и композициях. На сайте существует возможность прослушивания музыки. С 2007 года Last.fm принадлежит компании CBS Interactive.

## История

### Ранняя история

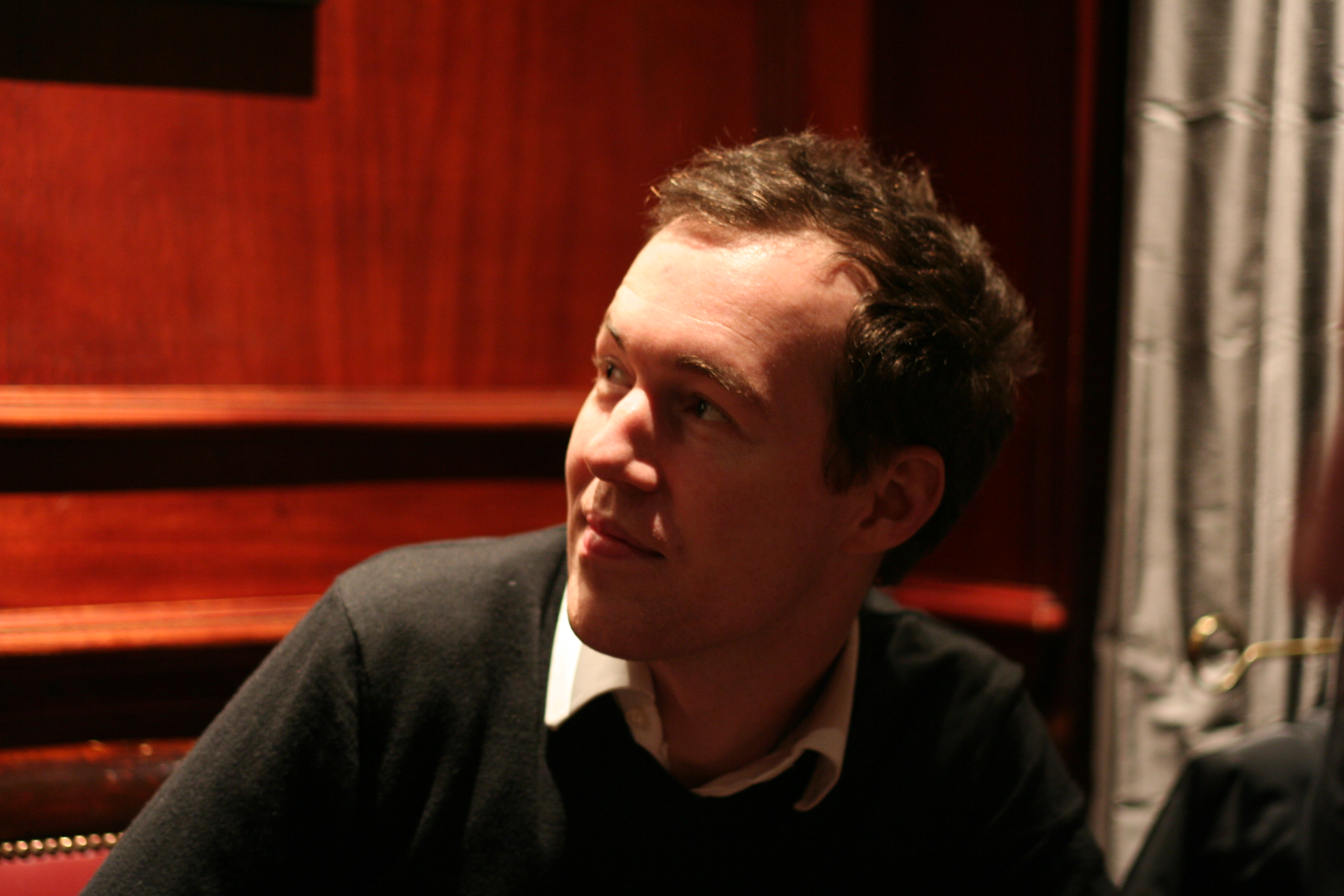
Мартин Стиксель

В 2002 году четыре меломана из Австрии и Германии — Феликс Миллер (нем. Felix Miller), Мартин Стиксель, Михаэль Брайденбрюкер (нем. Michael Breidenbruecker) и Томас Вилломитцер (нем. Thomas Willomitzer) — основали интернет-радио и социальную сеть Last.fm. Параллельно существовал проект Audioscrobbler, который позволял пользователям собирать статистику о прослушанной музыке (возник термин скробблинг (англ. scrobbling)). В 2005 году Last.fm и Audioscrobbler объединились.
30 мая 2007 года американская компания CBS Corp. приобрела сайт Last.fm за $280 млн (£140 млн). Эта сделка стала крупнейшим в истории приобретением британского веб-сервиса.
С 17 июля 2008 года сайт Last.fm стал использовать веб 2.0.
В 2009 году число пользователейLast.fm достигло 30 млн человек из более чем 200 стран.
С 22 апреля 2009 года прослушивание радио стало платным. Пользователи, желающие слушать радио и находящиеся за пределами США, Германии и Великобритании, должны были оформить подписку. Стоимость подписки — $3 в месяц. Бесплатно можно было прослушать 50 треков.
С апреля 2010 года большинство музыкальных композиций и альбомов, представленных на сайте, стали доступны для прослушивания целиком только жителям трёх стран: США, Германии и Великобритании, но и они могли быть прослушаны не чаще 5 раз в течение часа. Пользователям из других стран для ознакомления стали доступны только по 30 секунд композиций.
4 декабря 2012 года был закрыт старый API, и возможность бесплатного прослушивания радио полностью пропала.

### Кризис
Ещё в начале 2010-х аналитики начали отмечать, что Last.fm теряет популярность, во многом из-за решений новых владельцев сайта, и приносит убытки.
17 августа 2015 года был сделан редизайн сайта, в результате чего многие его функции стали недоступны. Например, ранее пользователи могли посмотреть список концертов, отметить выбранные концерты метками «иду» и «может быть, иду», экспортировать отмеченные концерты в свой календарь (iCal, Gcal и т. п.). Также была возможность посмотреть историю посещения концертов для данного пользователя. После редизайна эта возможность была удалена. Потеря функциональности вызвала негодование пользователей.
В 2017 году сайт вышел из беты и частично восстановил утраченную функциональность. Воспроизведение музыки на сайте стало доступно каждому, но через встроенные плееры Youtube и Spotify (впоследствии Spotify отказались от сотрудничества). Фактически теперь Last.fm не хранит музыку сам, а воспроизводит то, что выложено на других площадках, при этом пользователи сами могут добавлять недостающие видео любимых исполнителей с YouTube. Благодаря этому прослушивание музыки на Last.fm наконец стало полностью бесплатно. Однако в случае, если видео удаляют с YouTube или оно запрещено для встраивания, композиция может стать недоступна для прослушивания и на Last.fm. Подписчикам доступна детализированная статистика истории прослушивания музыки, а также для них отключена реклама на сайте.
При обновлении были закрыты все пользовательские сообщества, удалены все форумы и скрыты блоги, ликвидирована возможность украшать свой профиль. Сайт сильно сократил возможности для общения меломанов и утратил элементы социальной сети, присущие ему ранее. Это вызвало резкую критику и уход многих пользователей с сайта, многие отмечали, что сайт перестал быть удобен для общения.
Из-за неудачных изменений сайта и конкуренции со Spotify и Pandora Last.fm в 2020-е утратил былую популярность и приобрёл репутацию «забытого сайта». Однако в реальности он сохранил достаточно высокую посещаемость (более 20 млн в месяц на 2021 год).

### Временные блокировки
28 августа 2015 года доступ к сайту на территории России был ограничен Роскомнадзором в связи с решением Ленинского районного суда Кировской области. Решение было вынесено в сентябре 2014 года на основании того, что на страницах сайта была размещена песня группы «Психея» под названием «Убей мента», запрещённая к распространению в России в рамках антиэкстремистского законодательства.
В мае 2019 года сайт снова был заблокирован в России. Причиной блокировки стала песня Тимура Муцураева «Рай под тенью сабель», ранее внесённая в список экстремистских материалов. 2 мая 2019 года Роскомнадзор заблокировал сервис Last.fm из-за страницы со ссылкой на запрещённую песню «Русь, вставай!» белорусской группы Apraxia.
9 марта 2023 года портал был заблокирован в России из-за песни украинского исполнителя Jalsomino «Чорнобаївка». После удаления песни с сайта доступ был разблокирован.

## Особенности проекта
Скробблинг стал новым термином: это сбор информации о прослушивании музыкальных треков и передача информации (на сервер Last.fm) для последующего использования.

### Действующие
API
Для работы с сайтом Last.fm существует API, при помощи которого разработчики могут встроить возможности Last.fm в свои программы, устройства или сайты. Например, до редизайна в 2015 году сайт PandoraFM дополнял экспериментальное сетевое радио pandora.com специфической функциональностью Last.fm.
Клиенты
Для работы с сайтом Last.fm доступна одноимённая бесплатная программа. Возможности программы:
- прослушивание музыки, хранящейся на сайте Last.fm;
- расстановка тегов для песен, альбомов и исполнителей;
- просмотр биографий исполнителей, описаний групп или описаний альбомов, хранящихся на сайте Last.fm.

Программа доступна для ОС OS X, Windows, Android и iOS, ранее была доступна для FreeBSD и Linux.
Программа собирает статистику прослушиваний и при появлении подключения к интернету отправляла собранные данные на сайт Last.fm. Постоянное подключение к интернету для данной функции не требуется. Для просмотра биографий исполнителей, картинок, установки тегов и прослушивания музыки, хранящейся на сайте, требуется постоянное подключение к интернету.
Кроме того, для некоторых программных и аппаратных проигрывателей доступны плагины, позволяющие работать с сайтом Last.fm. В некоторые проигрыватели возможность работы с сайтом Last.fm встроена.
Рекомендации на основе анализа предпочтений
На основе анализа статистики прослушиваний пользователям сайта (индивидуально каждому) предлагается:
- прослушать музыкальные треки, популярные у слушателей с похожими вкусами (степень «похожести» при подборе можно было регулировать);
- просмотреть личные страницы участников с похожими вкусами (подобные пользователи считаются «соседями» (англ. neighbours) друг для друга);
- оставить отзыв о часто прослушиваемой музыке в форуме или личном блоге (блоги были доступны непосредственно на сайте Last.fm);
- посетить концерты; при подборе концертов учитывается как музыкальные пристрастия, так и географическое положение слушателя.

Теги
На сайте действует система тегов. Пользователи могут пометить альбом, песню или исполнителя произвольным наименованием — тегом (как правило, это название жанра или страны исполнителя). Сайт позволяет пользователям прослушивать музыку, хранящуюся на сайте (при помощи программы — клиента или плеера, встроенного на страницы сайта), помеченную каким-нибудь тегом (или несколькими тегами).
Поскольку тэги почти не модерируются, многие пользователи использовали их для юмора, флэшмобов и вандализма. Так, локальным мемом в русскоязычной части Last.fm стал шуточный тэг «kircore» — смесь «хардкора» и «Киркорова».
Вики
Сайт Last.fm позволяет пользователям создавать страницы (см. вики), содержащие биографии музыкантов, описания музыкальных групп и альбомов. Вводимая пользователями информация доступна по условиям лицензии GNU FDL.

### Удалённые
Информеры
Сайт позволял экспортировать на сторонние сайты (например, блоги, форумы):
- статистику, собранную за тот или иной период времени;
- журнал прослушивания, обновляемый в реальном времени.

Данные были доступны в виде изображений, flash-информеров или XML-потоков.
Сообщества
В 2000-е и начале 2010-х Last.fm позволял пользователям создавать сообщества. Сообщества создавались по определённым признакам, например, по географическому положению, по музыкальным предпочтениям и т. п. В некоторые сообщества входили пользователи каких-либо сторонних сайтов. Для сообществ рассчитывались суммарные хит-парады, существовали форумы, существовал механизм выбора «лидера» — пользователя, наделённого расширенными полномочиями (см. модератор). При обновлении Last.fm были удалены.
Блоги
Ранее сайт позволял пользователям вести блоги. В блогах пользователи писали свои впечатления о концертах, вставляли фотографии. Также была предусмотрена синхронизация с сайтом фотографий «Flickr». При обновлении Last.fm были закрыты (технически, записи сохраняются до сих пор, их можно увидеть, если добавить к url профиля пользователя /journal, однако ссылка на них убрана из профиля и больше добавить туда ничего нельзя).

## Критика
- По данным сайта TechCrunch, сайт Last.fm передаёт ассоциации RIAA информацию о пользователях, слушающих альбомы до их официального выхода[19].
- Изменение политики сайта с целью монетизации не путём добавления новых возможностей, а путём отключения бесплатной функциональности[4].
- Некоторые пользователи признавались в «зависимости» от статистики прослушиваний, которая побуждала их чаще слушать тех или иных исполнителей, или просто слушать музыку намного чаще[11][20].